# Juvenalis
Decimus Iunius Iuvenalis, počeštěně Juvenál (kolem 60 Aquino – 140) byl římský satirik.

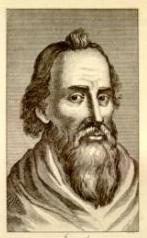

## Život
O jeho životě se dochovalo poměrně malé množství informací. Pocházel z dost zámožné rodiny, v Římě studoval gramatiku a rétoriku. Později sloužil jako tribun v Británii.
Konec svého života prožil ve vyhnanství, kde i zemřel. Není úplně jasné kde byl ve vyhnanství, některé prameny hovoří o Británii, ale z mnoha indicií lze usoudit, že se jednalo spíše o Egypt. Do vyhnanství se dostal za narážku na oblíbence císaře Hadriana.

## Dílo

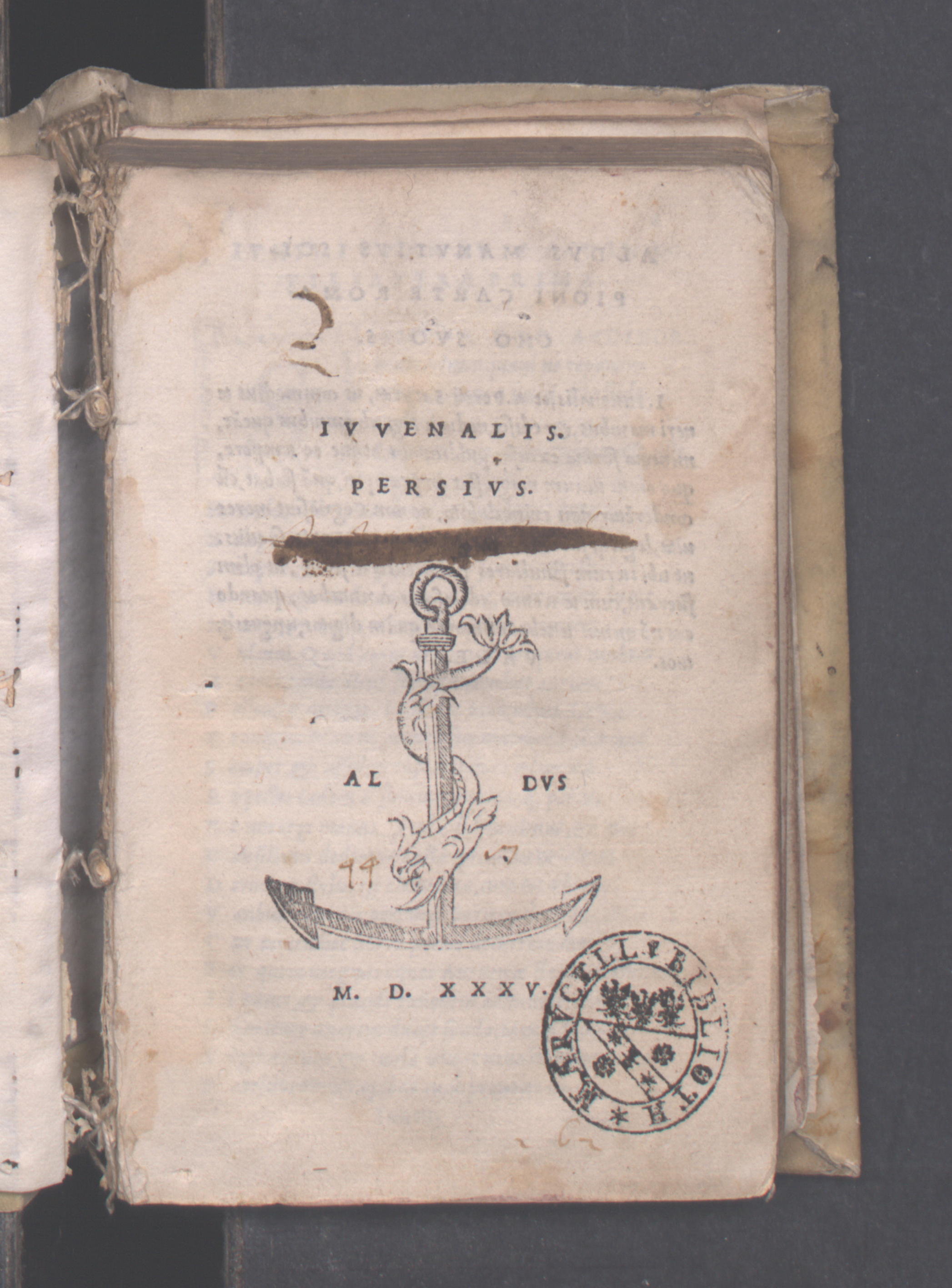
Saturae, 1535

Jeho dílo je z větší části neznámé, z citací pozdějších autorů je patrné, že bylo rozsáhlejší než zachované části. Zachovalo se 16 satir, které jsou rozděleny do pěti knih. V těchto satirách je líčen úpadek mravů.
V rámci československé edice Antická knihovna vyšlo Iuvenaliovo dílo pod souborným názvem Satiry. Kniha obsahuje všech 16 dochovaných Iuvenaliových satir:

### Kniha první
- Satira první o příčinách, které k satirám daly podnět, o jejich látce a způsobu podání
- Satira druhá o mužských výstřednostech a přetvářce
- Satira třetí o strastech a nesnázích velkoměstského života
- Satira čtvrtá o císaři Domitianovi a jeho rádcích
- Satira pátá o bohatých hostitelích a chudých hostech

### Kniha druhá
- Satira šestá o ženské zkaženosti

### Kniha třetí
- Satira sedmá o bídě literátů, obhájců a učitelů
- Satira osmá o pravém šlechtictví
- Satira devátá o mužské prostituci

### Kniha čtvrtá
- Satira desátá o zvrácenostech lidských přání
- Satira jedenáctá proti požitkářství a rozmařilosti
- Satira dvanáctá o upřímném přátelství, o citech předstíraných a honbě za dědictvím

### Kniha pátá
- Satira třináctá o zločinnosti a mukách špatného svědomí
- Satira čtrnáctá o škodlivosti špatného příkladu rodičů a o lidské lakotě
- Satira patnáctá o náboženské pověře a kanibalství
- Satira šestnáctá o výhodách stavu vojenského

## Nejznámější výrok a posun jeho významu
Mezi Juvenaliovy nejznámější výroky bezesporu patří věta "Orandum est ut sit mens sana in corpore sano.", tedy "Přej si, aby byl ve zdravém těle zdravý duch". Jeho druhá část je někdy prezentována jako "v zdravém těle zdravý duch", tedy naprosto v jiném smyslu. Tato věta je někdy používána jako argument pro nevhodnost dokazování čehokoliv citátem autority, protože vytržením z kontextu lze měnit smysl.